# Фредерік Ламберт
Фредерік Рудольф Ламберт, 10-й граф Каван (англ. Sir Frederick Rudolph Lambart, 10th Earl of Cavan; 16 жовтня 1865, Гартфордшир — 28 серпня 1946, Лондон) — британський воєначальник, фельдмаршал Британської армії (1932). Начальник Імперського Генерального штабу (1922—1926). Учасник Другої англо-бурської та Першої світової війн. Під час останньої служив командиром бригади, дивізії, корпусу та армії, а пізніше консультував британський уряд щодо виконання доповіді Геддеса, яка виступала за значне скорочення витрат на оборону; він керував значним скороченням чисельності британської армії у перші післявоєнні роки.

## Біографія
Військова кар'єра
- 29 серпня 1885 — лейтенант
- 16 жовтня 1897 — капітан
- 28 жовтня 1901 — майор
- 14 лютого 1908 — підполковник
- 4 листопада 1911 — полковник
- 5 серпня 1914 — бригадний генерал (тимчасове звання)
- 29 червня 1915 — майор-генерал
- 11 січня 1916 — лейтенант-генерал (тимчасове звання)
- 1 січня 1917 — лейтенант-генерал
- 2 листопада 1921 — генерал
- 31 жовтня 1932 — фельдмаршал

Фредерік Рудольф Ламберт народився 16 жовтня 1865 року в аристократичній родині англо-ірландського походження, був сином 9-го графа Кавана та Мері Снід Ламбарт (уроджена Олів). Освіту отримав в Ітонському коледжі, Крайст Черчі і Королівському військовому коледжі у Сандгерсті. 29 серпня 1885 року його призначили лейтенантом до Гвардійського гренадерського полку.
16 жовтня 1897 року отримав звання капітана після того, як 25 серпня 1897 року був призначений полковим ад'ютантом і пробув на цій посаді до 17 березня 1900 року. На той час гренадерська гвардія брала участь у Другій англо-бурській війні в Південній Африці. У травні 1900 року Ламберт брав участь у бою при Біддулфсберзі і в операціях проти бурів у 1901 році. Після закінчення війни в червні 1902 року, що спонукало його записати у своєму щоденнику, що це «недалеко від найщасливішого дня в моєму житті», він повернувся до Саутгемптона наприкінці липня.
У жовтні 1902 року став заступником командира 2-го батальйону гренадерської гвардії. 14 лютого 1908 року його призначили командиром 1-го батальйону гренадерської гвардії, на заміну полковника Роберта Скотта-Керра.
29 червня 1910 року Ламберта відзначили Королівським Вікторіанським орденом IV ступеня, який йому особисто вручив Георг V. 8 листопада 1913 року, після чотирьох років командування батальйоном, він звільнився з армії і став майстром полювання на лисицю у Гартфордширському полюванні. У той час він оселився у Wheathampstead House у своєму рідному Гартфордширі.

### Перша світова війна
На початку Першої світової війни полковника запасу Фредеріка Ламберта викликали на дійсну військову службу і після підвищення до тимчасового звання бригадного генерала 22 серпня він прийняв командування 2-ю лондонською бригадою 1-ї лондонської дивізії, Територіальних сил, який тоді дислокувався в лондонському Іст-Енді.
Його перебування в бригаді було коротким, оскільки вже 18 вересня Ламберт був призначений командиром 4-ї (гвардійської) бригади через те, що їх командира, бригадного генерала Роберта Скотта-Керра, його попередника на посаді командира 1-ї гренадерської бригади кількома роками раніше, важко поранили. Каван, який на той час перебував у Франції, очолив бригаду, яка тоді була частиною 2-ї дивізії, у першій битві при Іпрі в жовтні. У травні 1915 року бригадний генерал Фредерік Ламберт очолював бригаду в битві за Фестюбер.
29 червня 1915 року, у ще відносно молодому віці 49 років, Фредерік Ламберт отримав звання генерал-майора і очолив 50-ту (Нортумбрійську) дивізію; всього через шість тижнів його було призначено командиром Гвардійської дивізії. У вересні 1915 року він очолив свою дивізію в битві при Лоосі.
У січні 1916 року Каван, отримавши звання тимчасового генерал-лейтенанта, очолив XIV корпус та взяв участь у битві на Соммі.
1 січня 1917 року він був підвищений до звання генерал-лейтенанта. Влітку та восени 1917 року під його проводом корпус бився у битві біля Пашендейла, під час якої «XIV корпус досяг усіх визначених йому цілей». 25 вересня 1917 року Фредеріку Ламберту було присвоєно звання великого офіцера ордена Почесного легіону, а в жовтні 1917 року його передислокували разом зі своїм корпусом на Італійський фронт після того, як італійці зазнали катастрофічних втрат у битві при Капоретто. 1 січня 1918 року Каван був призначений головнокомандувачем британських збройних сил в Італії після свого попередника, генерала Герберта. Пламер був відкликаний на Західний фронт після початку Весняного наступу німців.
На Італійському фронті Каван, якого наприкінці червня було підвищено до тимчасового звання генерала, очолював італійську 10-ту армію, яка завдала вирішального удару в битві при Вітторіо-Венето, що стало останнім посмертним дзвоном австро-угорської армії наприкінці війни.
Після закінчення війни король Італії нагородив його Військовим хрестом за військову доблесть і зробив його командором, а згодом Великим офіцером Савойського військового ордена, а також нагородив його титулом Великого офіцера ордена Святих Маврикія й Лазаря.

### Післявоєнний час
1 жовтня 1920 року він став генерал-ад'ютантом короля. Але вже 2 листопада 1920 року Фредерік Ламберт змінив генерала лорда Роулінсона на посаді командувача Олдершотського командування. 2 листопада 1921 року йому було присвоєно звання генерала.
19 лютого 1922 року він був призначений начальником Імперського Генерального штабу. Можливо, його обрали як стійку людину, антитезу його попереднику, генералу серу Генрі Вілсону, чиї стосунки з урядом погіршилися, і який, на думку Вілсона, швидше мав погодитися вивести війська з Єгипту та Індії. Начальник Імперського Генштабу граф Каван консультував уряд щодо виконання звіту Геддеса, який виступав за значне скорочення витрат на оборону, і він керував значним скороченням чисельності британської армії. Фредерік Ламберт пішов у відставку 19 лютого 1926 року у званні повного генерала.
Після виходу у відставку він також був полковником Ірландської гвардії з 23 травня 1925 року та полковником Бедфордширського та Гартфордширського полку з 10 грудня 1928 року.
31 жовтня 1932 року Фредерік Ламберт отримав звання фельдмаршала. Він також брав участь у процесії на похоронах короля Георга V у січні 1936 року і 12 травня 1937 року командував військами під час процесії з нагоди коронації короля Георга VI.
Під час Другої світової війни він служив командувачем волонтерів місцевої оборони Гартфордширу. 28 серпня 1946 року Фредерік Рудольф Ламберт помер у Лондонській клініці на Девоншир Плейс у Лондоні.
Його поховали на сімейній ділянці на церковному цвинтарі в Айот Сент-Лоренс. Це єдине поховання на церковному цвинтарі, зареєстроване як військова могила Співдружності.